# Kim Tae-hun
Kim Tae-hun, född den 15 augusti 1994 i Wonju, är en sydkoreansk taekwondoutövare.
Han tog OS-brons i flugviktsklassen i samband med de olympiska taekwondotävlingarna 2016 i Rio de Janeiro..